# Tmethis festivus
Tmethis festivus är en insektsart som först beskrevs av Henri Saussure 1884.  Tmethis festivus ingår i släktet Tmethis och familjen Pamphagidae. Inga underarter finns listade i Catalogue of Life.